# 利索拉河
45°59′16″N 8°49′33″E / 45.98768°N 8.82589°E

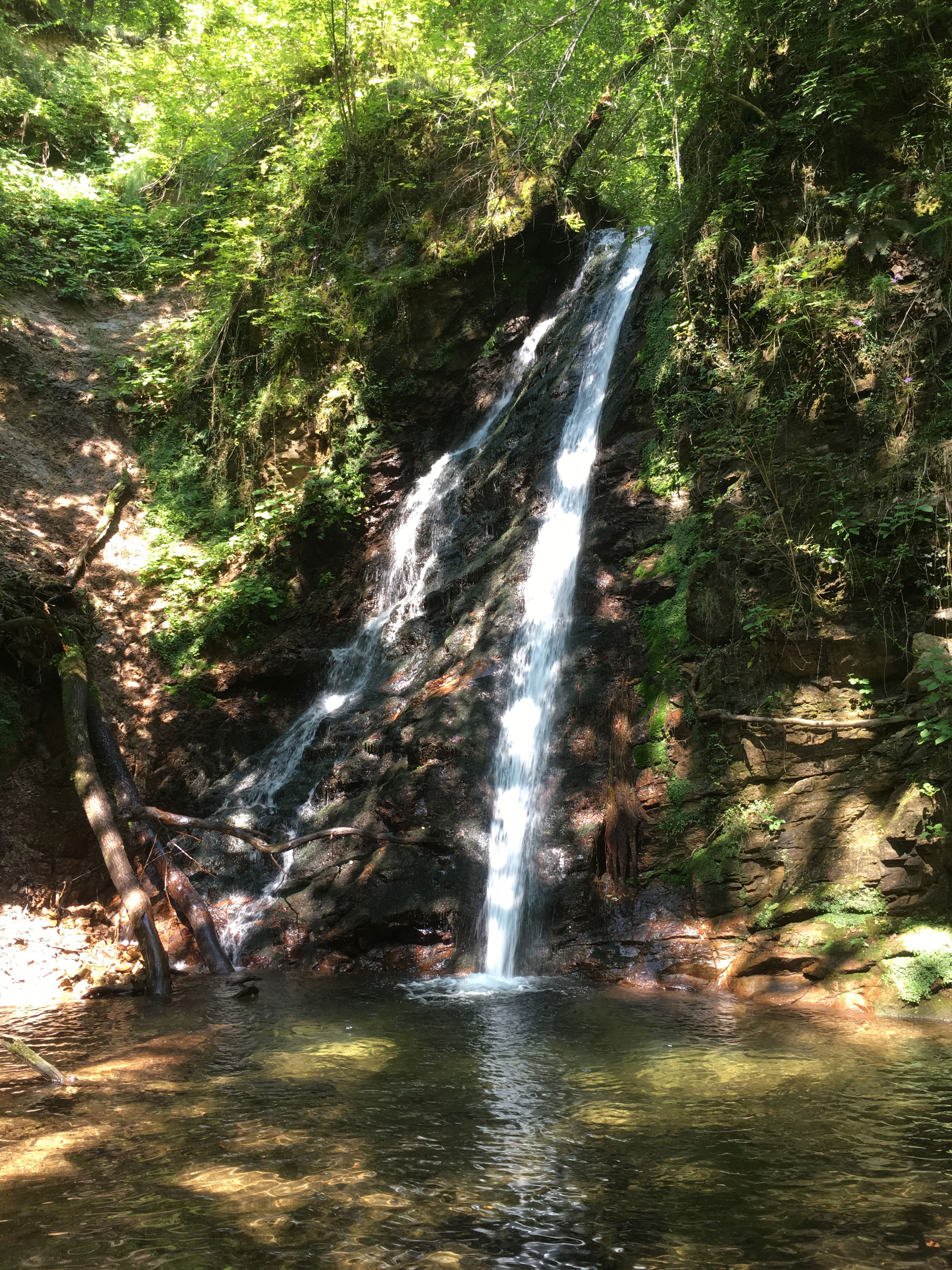

利索拉河是瑞士的河流，位於該國南部，流經提契諾州，屬於特雷薩河的右支流，河道全長5.8公里，流域面積8.6平方公里，發源自阿斯塔諾。